# Neville Southall
Neville Southall, född 18 september 1958 i Llandudno i Wales, är en före detta professionell fotbollsmålvakt.
Neville Southall spelade i Everton FC 1981–1998. När han avslutade den aktiva karriären 2002 var han 43 år gammal och då den äldsta aktiva spelaren i England. Han blev känd från otaliga tipsextramatcher i svensk TV. Han spelade 578 engelska ligamatcher samt 91 landskamper för Wales.

## Utmärkelser
- Riddare av Brittiska imperieorden

[Redigera Wikidata]